# State of Origin 2021
Navigation
Édition précédente Édition suivante
Le State of Origin 2021 est la quarantième édition du State of Origin, qui se déroule du 9 juin 2021 au 14 juillet 2021 avec trois matchs au Melbourne Cricket Ground de Melbourne, Suncorp Stadium de Brisbane et au Stadium Australia de Sydney.
Paul Green est désigné en février 2021 comme sélectionneur de l'équipe du Queensland en remplacement de Kevin Walters . Il signe un contrat d'un an renouvelable une année supplémentaire lui permettant d'effectuer un retour rapide sur le banc d’un club. Du côté de la sélection de la Nouvelle-Galles du Sud, Brad Fittler connaît son quatrième State of Origin.

## Déroulement de l'épreuve

### Première rencontre
(mt : 6 - 20)
Points marqués : 
- Queensland : 1 essai de Capewell (34e) et 1 transformation d'Holmes (35e).
- Nouvelle-Galles du Sud : 8 essais de T. Trbojevic (17e, 58e et 68e), To'o (21e et 26e), Mitchell (48e et 60e) et Saifiti (63e) ; 8 transformations de Cleary (18e, 23e, 28e, 50e, 59e, 61e, 65e et 69e) ; 1 pénalité de Cleary (9e).

Évolution du score :
Homme du match :  Tom Trbojevic
Arbitre : Gerard Sutton
Spectateurs : 27 533
Composition des équipes :
- Queensland : Valentine Holmes - Xavier Coates, Kurt Capewell, Dane Gagai, Kyle Feldt - Cameron Munster, Daly Cherry-Evans (c) - Christian Welch, Harry Grant, Tino Fa'asuamaleaui, Felise Kaufusi, David Fifita, Jai Arrow - Alexander Brimson, Jaydn Su'A, Moeaki Fotuaika, Joe Ofahengaue - Sélectionneur : Paul Green
- Nouvelle-Galles du Sud : James Tedesco (c) - Brian To'o, Latrell Mitchell, Tom Trbojevic, Josh Addo-Carr - Jarome Luai, Nathan Cleary - Daniel Saifiti, Damien Cook, Jake Trbojevic, Cameron Murray, Tariq Sims, Isaah Yeo - Jack Wighton, Junior Paulo, Payne Haas, Liam Martin - Sélectionneur : Brad Fittler

### Deuxième rencontre
(mt : 0 - 18)
Points marqués : 
- Queensland :
- Nouvelle-Galles du Sud : 4 essais de Addo-Carr (12e et 70e), Mitchell (26e) et T. Trbojevic (33e) ; 4 transformations de Cleary (12e, 26e, 33e et 70e) ; 1 pénalité de Cleary (50e).

Évolution du score : 0-6, 0-12, 0-18, 0-20, 0-26
Homme du match :  James Tedesco
Arbitre : Gerard Sutton
Spectateurs : 52 272
Composition des équipes :
- Queensland : Valentine Holmes - Xavier Coates, Kurt Capewell, Dane Gagai, Kyle Feldt - Cameron Munster, Daly Cherry-Evans (c) - Christian Welch, Andrew McCullough, Josh Papalii, Jai Arrow, Felise Kaufusi, Tino Fa'asuamaleaui - Ben Hunt, Moeaki Fotuaika, David Fifita, Francis Molo - Sélectionneur : Paul Green
- Nouvelle-Galles du Sud : James Tedesco (c) - Brian To'o, Latrell Mitchell, Tom Trbojevic, Josh Addo-Carr - Jarome Luai, Nathan Cleary - Daniel Saifiti, Damien Cook, Junior Paulo, Cameron Murray, Tariq Sims, Isaah Yeo - Jack Wighton, Angus Crichton, Payne Haas, Liam Martin - Sélectionneur : Brad Fittler

### Troisième rencontre
(mt : 6 - 8)
Points marqués :
- Nouvelle-Galles du Sud : 3 essais de Mitchell (11e), Wighton (48e) et Koroisau (69e) ; 3 transformations de Mitchell (12e, 50e et 70e).
- Queensland : 3 essais d'Hunt (57e et 64e) et Tabuai-Fidow (18e) ; 3 transformations d'Holmes (20e) et Cherry-Evans (59e et 65e) ; 1 pénalité d'Holmes (5e).

Évolution du score : 0-2, 6-2, 6-8 (mi-temps), 12-8, 12-14, 12-20, 18-20.
Arbitre : Gerard Sutton
Homme du match :  Ben Hunt
Spectateurs : 
Composition des équipes :
- Nouvelle-Galles du Sud : James Tedesco (c) - Brian To'o, Latrell Mitchell, Tom Trbojevic, Josh Addo-Carr - Jack Wighton, Mitchell Moses - Junior Paulo, Damien Cook, Dale Finucane, Cameron Murray, Tariq Sims, Isaah Yeo - Apisai Koroisau, Angus Crichton, Payne Haas, Liam Martin - Sélectionneur : Brad Fittler
- Queensland : Kalyn Ponga - Valentine Holmes, Dane Gagai, Hamiso Tabuai-Fidow, Xavier Coates - Cameron Munster, Daly Cherry-Evans (c) - Christian Welch, Ben Hunt, Josh Papalii, Kurt Capewell, Felise Kaufusi, Tino Fa'asuamaleaui - Alexander Brimson, Moeaki Fotuaika, Francis Molo, Thomas Flegler - Sélectionneur : Paul Green

## Médias
Les droits télévisuels appartiennent à Channel Nine en Australie, Sky Sports en Nouvelle-Zélande, BeIN Sport en France, Premier Sport au Royaume-Uni, Fox Soccer aux États-Unis, Sportsnet World au Canada.
La presse australienne, notamment le mensuel Rugby League Review, suit particulièrement l’évènement; suivie en cela par la presse britannique, en particulier par l'hebdomadaire Rugby Leaguer  & League Express.
Si l'évènement semble encore peu couvert par la presse généraliste française et la presse française sportive, il commence à donner lieu à une certaine couverture de Midi Olympique.